# Ráztoka (okres Brezno)
Ráztoka je obec na Slovensku v okrese Brezno. V roce 2013 zde žilo 279 obyvatel. První písemná zmínka o obci pochází z roku 1424.